# 教誓寺
教誓寺（きょうせいじ）は、大阪府茨木市安元にある真宗大谷派の寺院。山号は、安元山（あんげんざん）。本尊は、阿弥陀如来。

## 歴史
創建年不詳。1817年（文化14年）、鹿波（石川県）の妙覚寺僧侶・信明が入山し、中興となり再建。1841年（天保12年）本山の許可を得て、本尊及び親鸞聖人絵像他三幅を拝受し寺院となる。1928年（昭和3年）罹災し、1932年（昭和7年）、門徒の協力により再建。

## 住職
かつては忍頂寺の末寺で無住職寺であったが、江戸時代に能登出身の人物が大谷派寺院として再興して第一世住職となった。第四世住職に藤波大喜、その子・藤波大円が第五世住職に、その弟の藤波大超が第六世となった。大超（1894-1993）は茨木の千提寺地区が隠れキリシタンの里であることを発見した郷土史家でもあり、茨木市立キリシタン遺物史料館の初代館長を務めた。

## 所在地・アクセス
〒568-0084 大阪府茨木市大字安元92
- JR京都線 茨木駅または阪急京都本線 茨木市駅から阪急バス89系統「安元」下車すぐ
  - バス停からの細い路地を通る道があるが、雑木が生い茂って通行困難なため、西側へ200mほど迂回した車道から行くのがよい。